# Monoxenus declivis
Monoxenus declivis är en skalbaggsart som beskrevs av Hintz 1911. Monoxenus declivis ingår i släktet Monoxenus och familjen långhorningar.
Artens utbredningsområde är:
- Kenya.
- Rwanda.

Inga underarter finns listade i Catalogue of Life.